# 766 Moguntia
766 Moguntia este un asteroid din centura principală, descoperit pe 29 septembrie 1913, de Franz Kaiser.